# Linia kolejowa nr 777
Linia kolejowa nr 777 – linia kolejowa położona pomiędzy stacją Bolesławiec Wschód a posterunkiem odgałęźnym Bolesławiec Bc1. Długość linii wynosi 1,07 km.